# Gregory di Casale
Gregory di Casale (fl. 30. léta 16. století) byl diplomat zastupující Jindřicha VIII. u papežské kurie v Římě během 30. let 16. století.
Existovala nepodložená fáma, že byl zodpovědný za otrávení Kateřiny Aragonské; nicméně se má za to, že zemřela přirozenou smrtí.
Eustachius Chapuys, vyslanec císaře Karla V., o tom podal zprávu:
„Mnozí podezřívají, že pokud královna zemřela na otravu, byl to Gregory di Casale, kdo jí ho poslal prostřednictvím příbuzného z Modeny jménem Gorron, který sem rychle přicestoval, a podle toho, co mi řekl noc před svým návratem, přijel, aby získal listiny ve prospěch protonotáře Casala. Řekl, že o tom se mnou budou hovořit král i Cromwell, ale zatím tak neučinili. Ti, kdo mají podezření, tvrdí, že Gregory si musel nějak zasloužit 8 dukátů denně, které mu král vyplácel, a že chtěl získat pomalý jed, po kterém by nezůstaly žádné stopy.“
Navzdory těmto domněnkám většina historiků souhlasí s tím, že Kateřina zemřela z přirozených příčin, pravděpodobně na rakovinu.